# Maria Gilewska
Maria Leokadia Gilewska z domu Szamruchiewicz (ur. 14 września 1925 w Nowojelni, zm. 17 czerwca 2020 w Ostródzie) – polska nauczycielka, poseł na Sejm PRL VI kadencji.

## Życiorys
Córka Jana i Marii. Uzyskała wykształcenie wyższe w Wyższej Szkole Pedagogicznej w Gdańsku. W 1950 rozpoczęła pracę jako nauczycielka języka polskiego w I Liceum Ogólnokształcącym w Ostródzie, którego w latach 1960–1961 była dyrektorem. Jedną z jej uczennic była aktorka Maria Ciunelis.
Była wiceprezesem oddziału Związku Nauczycielstwa Polskiego w Ostródzie, zasiadała również w prezydium zarządu okręgu ZNP w Olsztynie. W 1972 uzyskała mandat posła na Sejm PRL w okręgu Iława. Pełniła funkcję zastępcy przewodniczącego Komisji Oświaty i Wychowania.
Jej pogrzeb odbył się 22 czerwca 2020 w kościele NPNMP w Ostródzie.

## Odznaczenia
- Srebrny Krzyż Zasługi